# ألفرد كريستي
ألفرد كريستي (بالإنجليزية: Al Christie)  (و. 1881 – 1951 م) هو كاتب سيناريو، ومخرج أفلام من الولايات المتحدة، وكندا، ولد في لندن، توفي في هوليوود، عن عمر يناهز 70 عاماً.
.

## وصلات خارجية
- ألفرد كريستي على موقع IMDb (الإنجليزية)
- ألفرد كريستي على موقع ألو سيني (الفرنسية)
- ألفرد كريستي على موقع أول موفي (الإنجليزية)
- ألفرد كريستي على موقع قاعدة بيانات الأفلام السويدية (السويدية)
- ألفرد كريستي على موقع قاعدة بيانات الفيلم (الإنجليزية)
- ألفرد كريستي على موقع كينوبويسك (الروسية)